# Groupe 14 du tableau périodique
Le groupe 14 du tableau périodique, autrefois appelé groupe IVB dans l'ancien système IUPAC utilisé en Europe et groupe IVA dans le système CAS nord-américain, contient les éléments chimiques de la 14e colonne, ou groupe, du tableau périodique des éléments :
| Période | Élément chimique | Élément chimique | Z   | Famille d'éléments | Configuration électronique[2] |
| ------- | ---------------- | ---------------- | --- | ------------------ | ----------------------------- |
| 2       | C                | Carbone          | 6   | Non-métal          | [He] 2s2 2p2                  |
| 3       | Si               | Silicium         | 14  | Métalloïde         | [Ne] 3s2 3p2                  |
| 4       | Ge               | Germanium        | 32  | Métalloïde         | [Ar] 4s2 3d10 4p2             |
| 5       | Sn               | Étain            | 50  | Métal pauvre       | [Kr] 5s2 4d10 5p2             |
| 6       | Pb               | Plomb            | 82  | Métal pauvre       | [Xe] 6s2 4f14 5d10 6p2        |
| 7       | Fl               | Flérovium        | 114 | Indéterminée       | [Rn] 7s2 5f14 6d10 7p2        |
Tous ces éléments — hormis le flérovium, dont la nature chimique est inconnue — ont comme caractéristique d'avoir une forme cristalline, ce qui leur vaut d'être parfois qualifiés de cristallogènes. On les trouve souvent sous forme de gemmes, (le carbone forme le diamant mais on le trouve plus souvent sous forme d'un composé lamellaire noir, le graphite).

Éléments du groupe 14
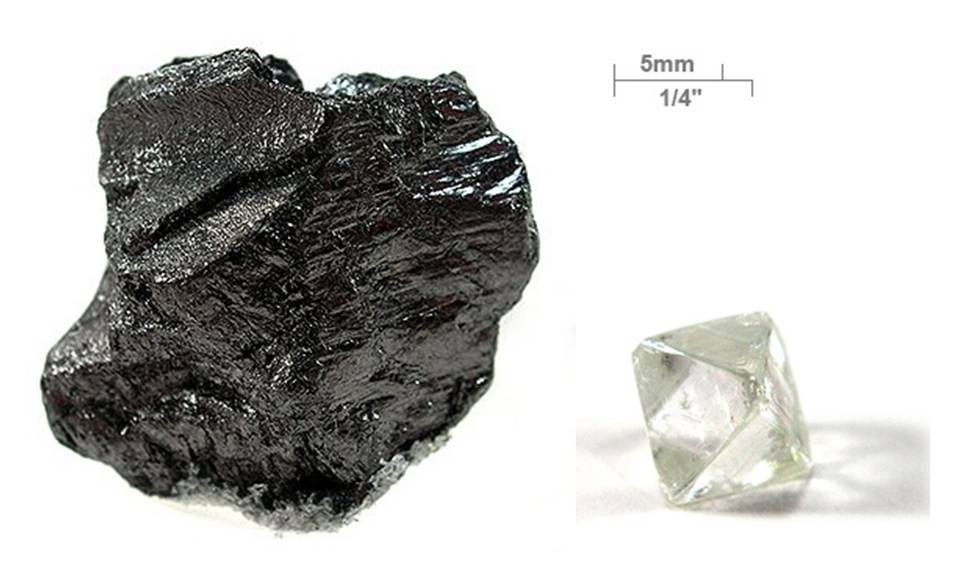
Carbone
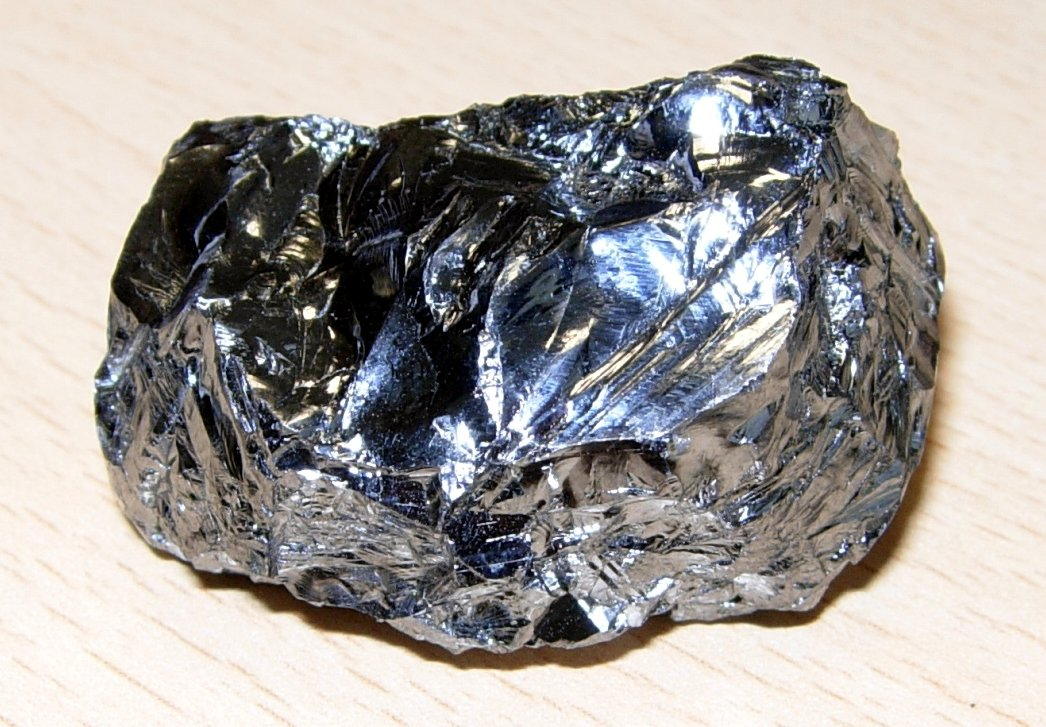
Silicium
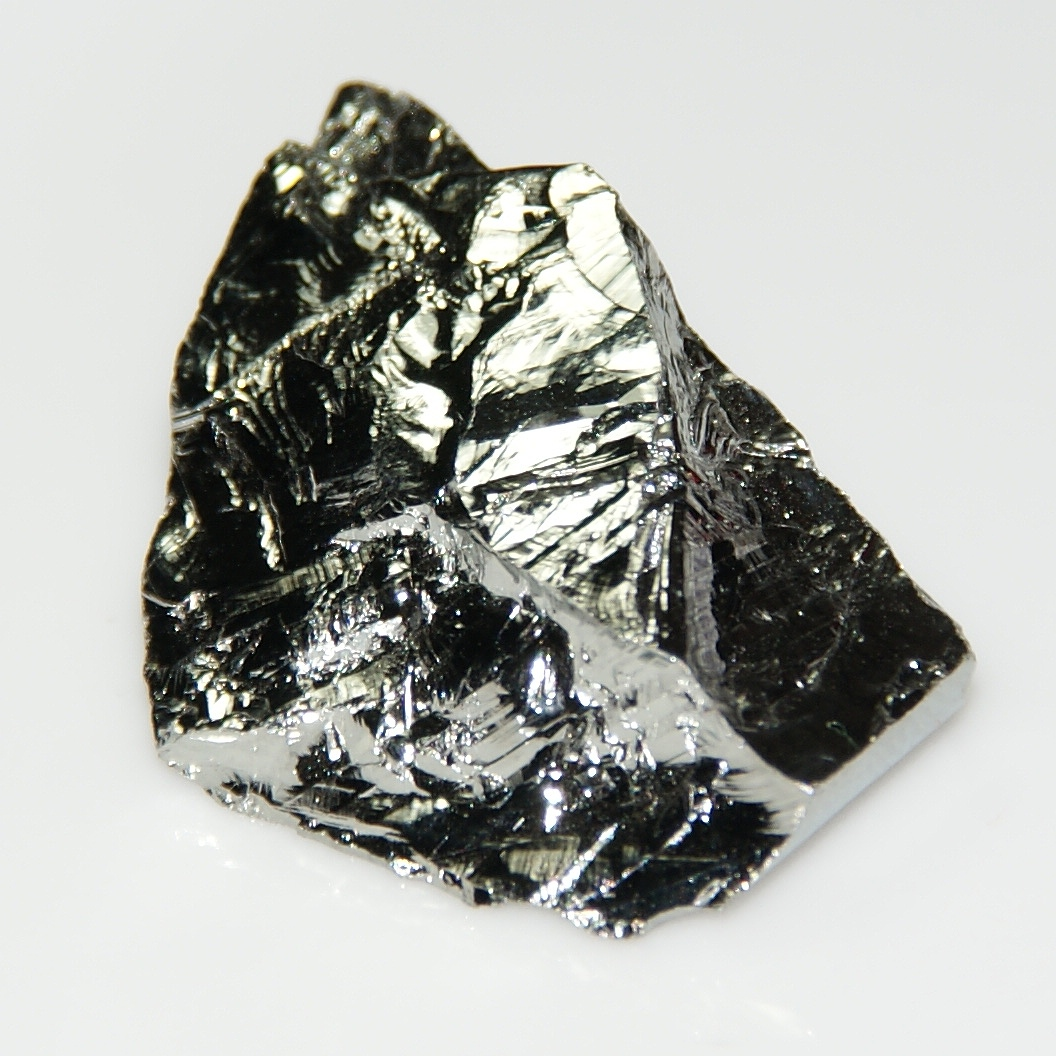
Germanium
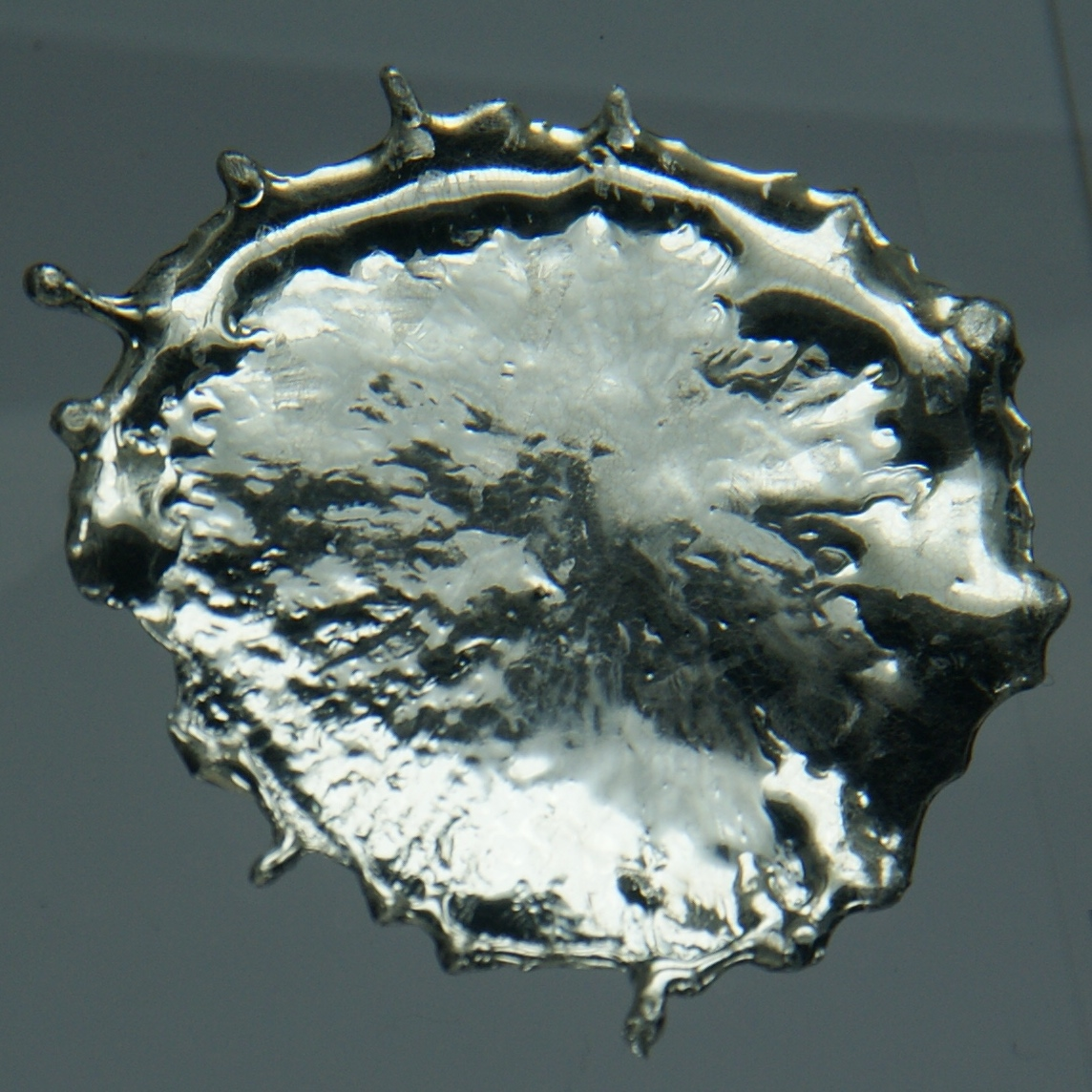
Étain
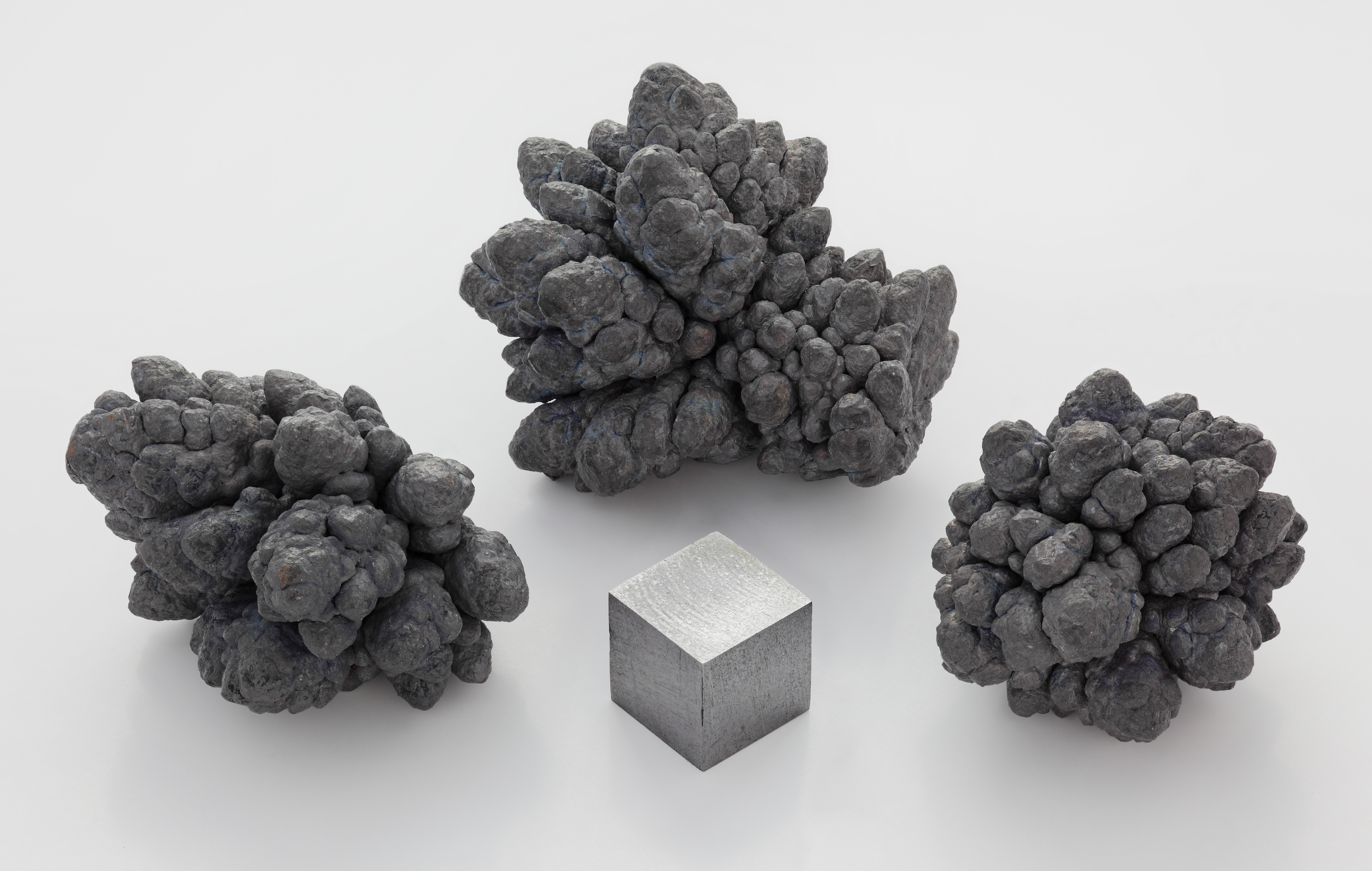
Plomb